# Závora (pohoří)
Pásmo Závora (polsky Zawory, německy Qualischer Riegel) je geomorfologická jednotka, která je součástí Polické stupňoviny. Jde o plochý hřbet s výškou 550 až 715 metrů. Dle polských pramenů je Závora severní součástí Stolových hor. Závora leží na hranici úmoří Severního a Baltského moře, nachází se částečně v České republice a částečně v Polsku.

## Umístění
Závora se nachází v severovýchodních Čechách a jižním Polsku, její česká část je rovnoběžná s Radvanickou vrchovinou a Jestřebími horami.

## Specifikace
Závora je pokryta převážně lesem, je charakterizována kopci s plochým povrchem a strmými úbočími. Na polské straně k ní patří také několik izolovaných vrchů v údolí říčky Zadrna. Na úbočích jsou místy pískovcové skály. Závora tvoří částečný oblouk kolem Adršpašsko-teplických skal.

## Rozdílná geografická pojetí
To, co polští geografové považují za Závoru, jsou v českém pojetí vlastně Janovické a Zdoňovské kuesty Polické stupňoviny, nicméně v Čechách odpovídá Závora pouze Janovickým kuestám Polické stupňoviny. Totožné bylo chápání i původního německého obyvatelstva, které nazývalo Závoru také Chvalečskou závorou (Qualischer Riegel, někdy pouze Riegel).
Závora skutečně vytváří hráz mezi Chvalčí a Adršpachem, silnice ji přetíná v nadmořské výšce cca. 700 m a z chvalečské strany jsou serpentiny tak prudké, že je silnice v zimním období uzavřena a nezbývá než Závoru objet přes Radvanice a Horní Vernéřovice (část Jívky).
Závora však pokračuje oběma směry dál:
- na severovýchod a posléze na jihovýchod jako Zdoňovské kuesty Polické stupňoviny přes svůj Hraniční hřbet a Mirošovské stěny až k Broumovským stěnám k Honskému sedlu Na Pasách pod Honským Špičákem; odsud polské pojetí, že přes Broumovské stěny je Závora součástí Stolových hor;
- na jihovýchod jako Stárkovské kuesty Polické stupňoviny.

Stolové hory by tak v polském pojetí vytvářely rozsáhlé pohoří stáčející se do oblouku od dnešních lázní Polanica Zdrój až po vrch Hradiště; nicméně pokud bychom byli důslední, měli bychom do nich počítat i jihovýchodní cíp Janovických kuest (vrcholy Záhoř a Ostrý) a Stárkovské kuesty až po údolí potoka Dřevíč ve Velkém Dřevíči (součást Hronova).

## Turistika
Přes vlastní Závoru (Janovické kuesty) nevedou žádné značené turistické cesty, nicméně není tato část turisticky nezajímavá. Ve Stárkovských kuestách lze přejít hřebenovou cestou ze Stárkova do Velkého Dřevíče, s odbočkou na Turov (Radvanická vrchovina), mezi vrchy Hradiště a Přední hradiště ji také protíná železniční trať.
Zdoňovské kuesty lze přejít vrcholovou cestou od Krupné hory až za vrch Strážnice, kde je odbočka na nejvyšší vrchol Róg na polské straně. Rovněž lze přejít hřebenovou cestou Mirošovské stěny od hraničního přechodu ve Zdoňově až po Bukovou horu. Po hřebenové cestě je také možno přejít z Bohdašína až k Honskému sedlu Na Pasách. Několik turistických cest protíná Zdoňovské a Stárkovské cesty, resp. vedou částečně po jejich úbočích.
Přes některé části Závory v širším slova smyslu nebo po úbočí jejiíh součástí vedou cyklostezky (např. po úbočí Mirošovských stěn).

## Vrcholy
Nejvyšší vrchol pohoří je Róg 715 m n. m. Na české straně je nejvyšší Přední hradiště (710 m n. m.)
Nejvyšší vrcholy pohoří vč. Zdoňovských, Janovických a Stárkovských kuest:
Na polské straně:
- Róg (715 m n. m.)
- Stożek 615 m n. m., na jeho hřebenech můžete najít přírodní Rezervace Głazy Krasnoludków, a Lisiec na (600 m n. m.)
- Drogosz (681 m n. m.)
- Chochoł (668 m n. m.)
- Mielna (651 m n. m.)
- Dziób (692 m n. m.)
- Rogal (630 m n. m.)
- Mieroszowskie Ściany s hřebenem (638-664 m n. m.)
- Buk (638 m n. m.)

Na české straně:
Zdoňovské kuesty
- Mirošovské stěny (665 m n. m.)
- Buková hora (638 m n. m.)
- Mračný vrch (587 m n. m.)
- Prostřední vrch (573 m n. m.)
- Nad studánkou (624 m n. m.)
- Hřebenáč (601 m n. m.)

Janovické kuesty:
- Předni hradiště (710 m n. m.)
- Krupná hora (706 m n. m.)
- Zadní hradiště (626 m n. m.)
- Hradiště (něm. Ratsch, 684 m n. m.)
- Skalky (676 m n. m.)
- Strážný vrch (Strážnice) (697 m n. m.)
- Kamenný vrch (638 m n. m.)
- Záhoř (607 m n. m.)
- Ostrý (587 m n. m.)

Stárkovské kuesty
- Šibeník (551 m n. m.)
- Zámecký kopec (492 m n. m.)

## Fotogalerie

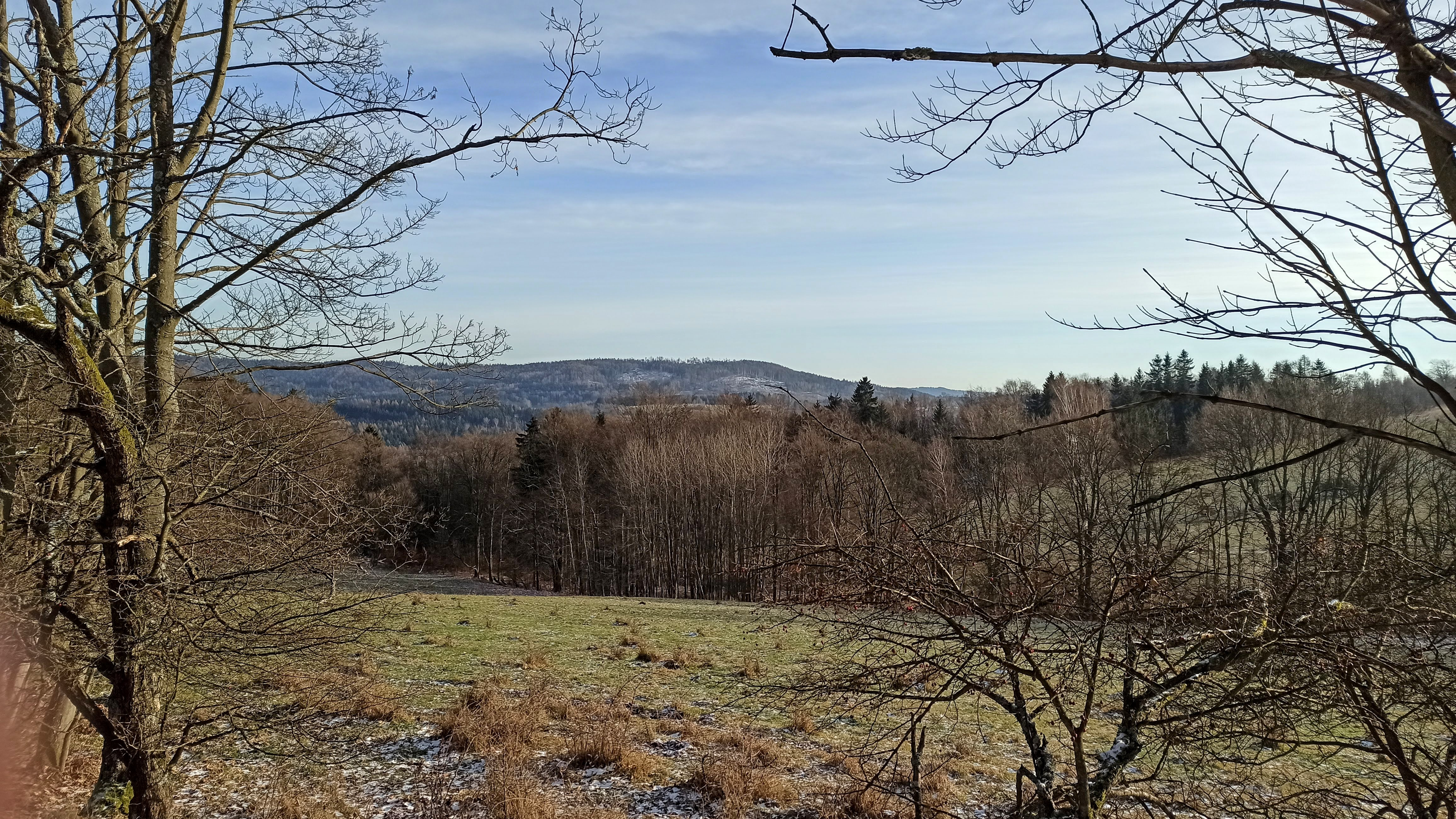
Vrch Přední hradiště, druhý nejvyšší vrchol Závory
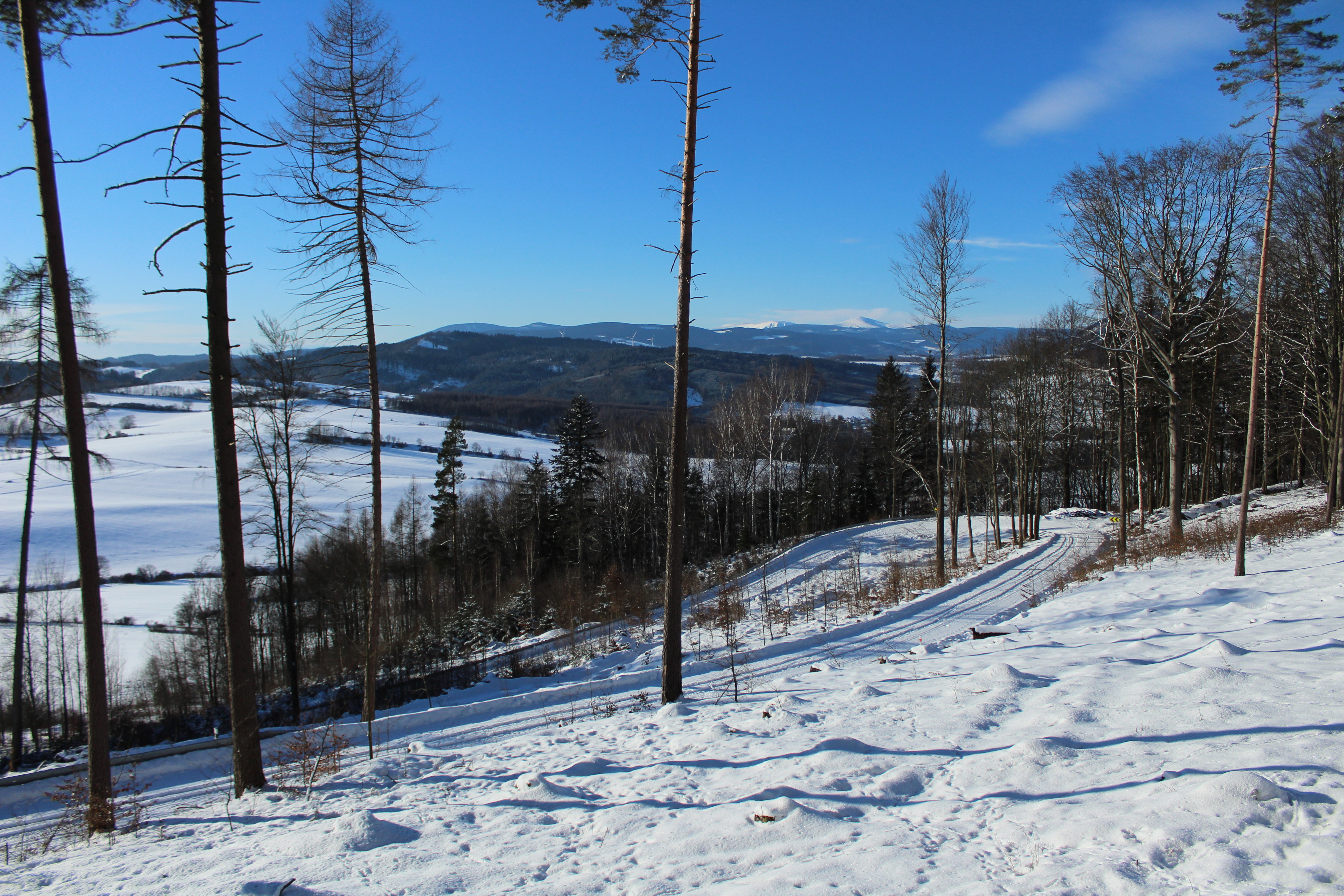
Serpentina mezi Chvalčí a Adršpachem